# 京都市立大宮小学校
京都市立大宮小学校（きょうとしりつ おおみやしょうがっこう）は京都市北区大宮中ノ社町にある公立小学校である。

## 概要
大正8年（1919年）に開校した小学校である。
学校名は開校当時の村名（大宮村）にちなむ。

## 沿革
- 1918年（大正7年）4月 - 愛宕郡大宮村の一部が京都市に編入されるにあたり、残存地域の小学校として現在の大宮小学校の新設が企画される。なお、当該年度は京都市に編入された従来の通学校である待鳳尋常小学校に教育を委託する[1][2]。
- 1919年（大正8年）4月1日 - 大宮尋常小学校を開設[1]
- 1924年（大正13年）4月 - 高等科を併置[3]
- 1925年（大正14年）1月23日 - 氷室分校開設[2]
- 1931年（昭和6年）4月 - 大宮村が京都市に編入され，京都市大宮尋常高等小学校と改称[3]
- 1941年（昭和16年）4月 - 国民学校令により京都市大宮国民学校と改称[2]
- 1947年（昭和22年）4月 - 学制改革により京都市立大宮小学校と改称[2]
- 1979年（昭和54年）8月23日 - 柊野校となる通学区域が決まる。（翌昭和55年度より就学）
- 1981年（昭和56年）4月1日 - 氷室分校廃止[2]
- 2018年（平成30年）2月24日 - 大宮小学校創立100周年記念式典を挙行[2]

## 通学区域
通学区域は大宮学区の区域と一致する。なお、西賀茂氷室町については、当校の通学区域であるが、全域が鷹峯小学校（中学校は旭丘中学校）への区域外就学となる。

## 卒業後の進路
卒業後は基本的に京都市立西賀茂中学校に進学する。

## 大宮学区
大宮学区（おおみやがっく）は、京都市の学区（元学区）のひとつ。京都市北区に位置する。大宮小学校の通学区域を範囲とする、京都市の地域自治の単位となっている。
大宮学区・大宮小学校の名称は、明治22年（1889年）から昭和6年（1931年）までの間存在した愛宕郡大宮村に由来する。大宮村は、明治22年に東紫竹大門村と西賀茂村が合併して成立した。大正7年（1918年）に大宮村の一部（御土居の南側）が京都市上京区（当時）に編入され、編入された旧大宮村の区域は上京第33学区（のち昭和4年（1928年）に待鳳学区）となり、待鳳小学校の通学区域とされた。この大宮村の残余部を通学区域として大正8年（1919年）に大宮尋常小学校（現在の京都市立大宮小学校）が設置された。大宮村は、のちの昭和6年（1931年）に京都市に編入され、同校を通学区域とする大宮学区となった。
昭和16年（1941年）に国民学校令の施行により学区の根拠が失われ（京都市の学区そのものは昭和17年（1942年）に廃止）、昭和16年6月に国民学校の通学区域を単位とする町内会連合会が発足。大宮国民学校の通学区域を単位として大宮町内会連合会が設置され、戦後のポツダム政令による解体ののち、住民自治の単位である大宮学区となった。
大宮学区は昭和30年（1955年）9月、上京区から分区して成立した北区に位置することになり、昭和55年（1980年）には、柊野小学校の開校にあたり大宮学区の一部区域が同校の通学区域に含まれることで、新設の柊野学区の一部となり現在に至る。

### 人口・世帯数
京都市内では、概ね元学区を単位として国勢統計区が設定されており、大宮学区の区域に設定されている国勢統計区（北区第7国勢統計区）における令和2年（2020年）10月の人口・世帯数は16,449人、7,765世帯である。

### 地理
大宮学区は、北側が雲ヶ畑学区、東側が柊野学区と上賀茂学区、南側が待鳳学区と紫竹学区、西側が中川学区と鷹峯学区に接する。区域は、「大宮」「西賀茂」を冠称する町の一部により構成される。面積は10.09平方キロメートルである。

### 大宮学区の町名
- 大宮玄琢南町
- 大宮玄琢北町
- 大宮薬師山東町
- 大宮玄琢北東町
- 大宮薬師山西町
- 大宮開町
- 大宮一ノ井町
- 大宮釈迦谷[町 1]
- 大宮田尻町
- 大宮中ノ社町
- 大宮上ノ岸町
- 西賀茂神光院町
- 西賀茂角社町
- 西賀茂鎮守菴町
- 西賀茂大深町
- 西賀茂今原町
- 西賀茂氷室町
- 西賀茂西氷室町
- 西賀茂大道口町
- 西賀茂水垣町
- 西賀茂柿ノ木町
- 西賀茂鹿ノ下町
- 西賀茂丸川町
- 西賀茂坊ノ後町
- 西賀茂笠松
- 大宮南箱ノ井町
- 大宮北箱ノ井町
- 大宮東脇台町
- 大宮西脇台町
- 大宮東小野堀町
- 大宮西小野堀町
- 大宮西山ノ前町
- 大宮南山ノ前町
- 大宮北山ノ前町
- 大宮南林町
- 大宮中林町
- 大宮北林町
- 大宮南田尻町
- 大宮南椿原町
- 大宮北椿原町
- 大宮東総門口町
- 大宮中総門口町
- 大宮西総門口町
- 大宮北ノ岸町
- 大宮榿ノ木町
- 大宮草山
- 大宮秋葉山
- 大宮二ノ坂
- 西賀茂北鎮守菴町
- 西賀茂北今原町
- 西賀茂南今原町
- 西賀茂榿ノ木町
- 西賀茂大栗町
- 西賀茂南大栗町
- 西賀茂勧請
- 西賀茂松茸嶋
- 西賀茂谷中
- 西賀茂唄ノ尾
- 西賀茂栩谷
- 西賀茂万寿峠
- 西賀茂尾横
- 西賀茂傍示ケ尾
- 西賀茂由利ノ向
- 西賀茂小峠
- 西賀茂檜谷
- 西賀茂西山
- 西賀茂烏帽子岩
- 西賀茂船山
- 西賀茂毘沙門山
- 西賀茂岩門
- 西賀茂西萩原
- 西賀茂西二ノ坂
- 西賀茂宮山
- 西賀茂檀ノ尾
- 西賀茂蓬来谷
- 西賀茂鶯谷
- 西賀茂城山
- 西賀茂鑓磨岩
- 西賀茂宮ノ谷
- 西賀茂西中尾
- 西賀茂卯ノ谷
- 西賀茂東柿ノ木町

1. ↑  一部が大宮学区にあたる。